# Slot (letectví)

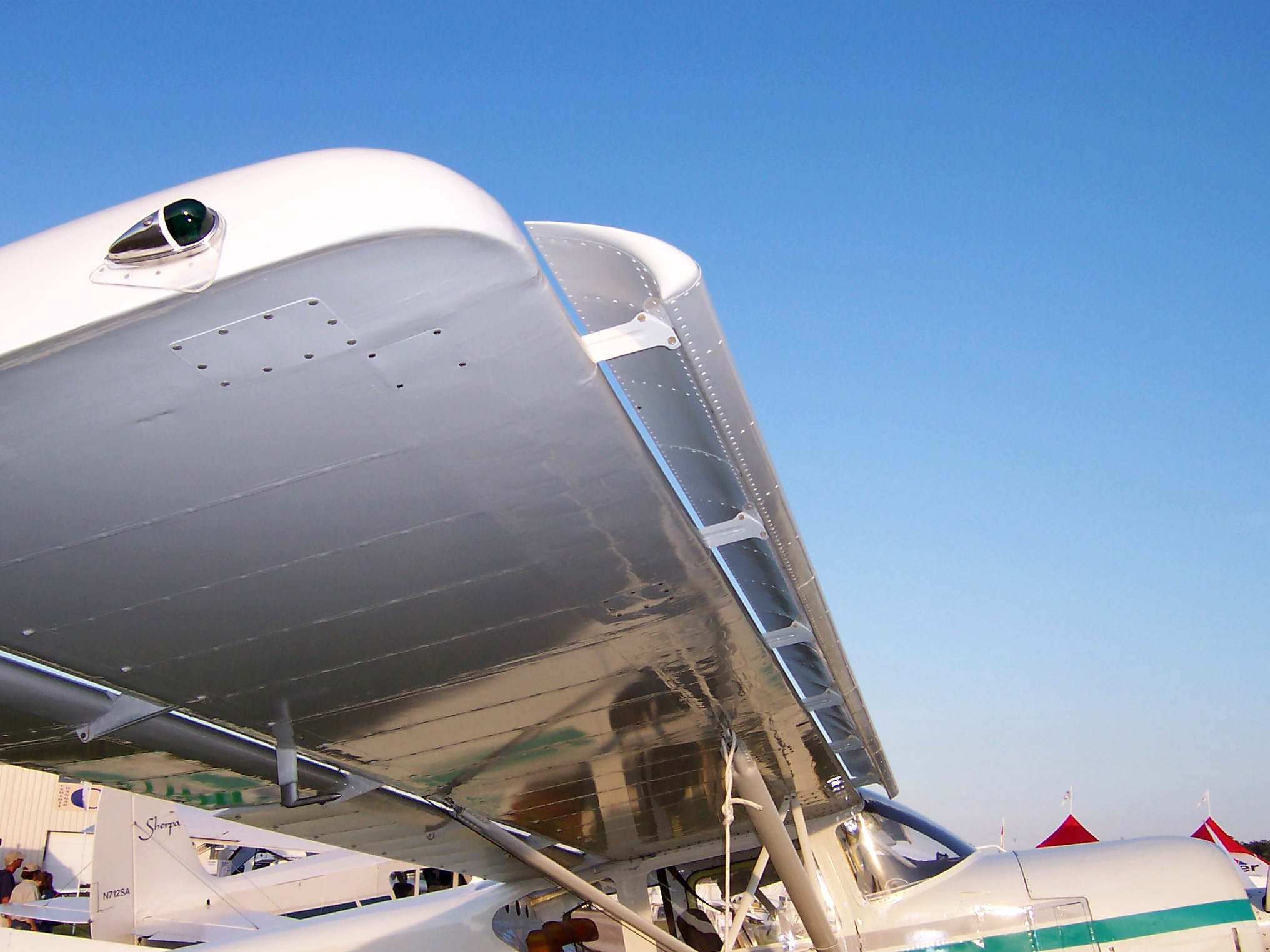
Pevné sloty u letadla pro krátký start a přistání (STOL)

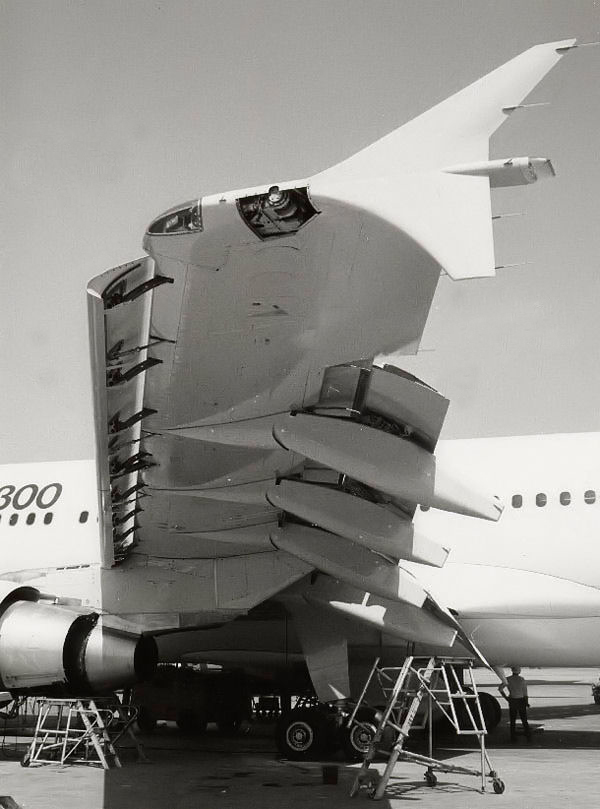
Vysunuté sloty (slats) na křídle Airbus A 310-300 (vlevo)

Slot (angl. žlábek, štěrbina) je v letectví profilová lišta před náběžnou hranou křídla. Vzniklá štěrbina mezi slotem a zbytkem křídla zvyšuje vztlak a brání odtržení proudnic (angl. stall) při nízkých rychlostech a umožňuje let s větším úhlem náběhu. Na druhé straně zvyšuje čelní odpor a snižuje tak dosažitelnou rychlost.

## Pevný slot
Tuto nejstarší verzi objevil roku 1918 německý inženýr Gustav Lachmann a patentovala ji britská společnost Handley Page. Slot zlepšuje ovladatelnost, brání ztrátě vztlaku a zkracuje potřebnou délku startovní a přistávací dráhy. Používá se u letadel pro nízké rychlosti, typicky jsou to letadla pozorovací, turistická nebo zemědělská. Německý Fieseler Fi 156 Storch potřeboval díky slotům ke startu jen 45 m a k přistání 18 m. Taková letadla se dnes označují jako STOL.

## Pohyblivý slot (slat)
U moderních dopravních letadel, která potřebují přistávat s co nejmenší rychlostí, se užívají pohyblivé (výsuvné) sloty, někdy nazývané slats. Pokrývají vnější části nebo i celou délku náběžné hrany křídel a ovládají se hydraulicky nebo elektromotorem. Vysunuté sloty umožňují při startu let s větším úhlem náběhu a tím dosažení letové výšky v kratší době. Za letu jsou sloty zataženy, aby se snížil čelní odpor. Při přistání snižují přistávací rychlost, zlepšují manévrovací schopnosti při malé rychlosti a zkracují nezbytnou délku přistávací dráhy.

## Automatický slot
Pohyblivý slot se může vysunout automaticky, když letadlo ztrácí vztlak. To se používalo u některých stíhacích letadel od Druhé světové války.